# Tomás Segovia
Tomás Segovia (Valencia, España, 21 de mayo de 1927 - Ciudad de México, 7 de noviembre de 2011) fue un escritor, poeta y ensayista español, naturalizado mexicano.

## Estudios
Inició su formación en el Liceo Francés de Madrid, para marchar después a Francia y luego a Casablanca (Marruecos francés). Tras la Guerra Civil se exilió en México junto a su familia a bordo del buque Sinaia. Allí estudió Filosofía y Letras en la Universidad Nacional Autónoma de México (UNAM) y se formó como profesor de francés. Obtuvo la beca Guggenheim en 1950. Entre 1948 y 1954 trabajó de profesor en el Institut français d'Amérique latine (Ifal) y eventualmente también en la Alianza Francesa.

## Premios y distinciones
En 1950 obtuvo la beca Guggenheim. Galardonado en varias ocasiones, fue ganador del  Premio Xavier Villaurrutia en 1972, por Terceto, obtuvo el Premio Magda Donato en 1974, y el Premio Alfonso X de Traducción en 1982, 1983 y 1984.  Fue ganador del Premio Octavio Paz de Poesía y Ensayo en 2000, del XV Premio de Literatura Latinoamericana y del Caribe Juan Rulfo en 2005, y del Premio Extremadura a la Creación en 2007. El 10 de octubre de 2008 fue galardonado con el Premio Internacional de Poesía Federico García Lorca ciudad de Granada, entonces el de mayor dotación económica (50.000 euros) del ámbito hispanoamericano concedido a toda una trayectoria. Su poemario Estuario obtuvo en abril de 2012 el Premio de la Crítica 2011.

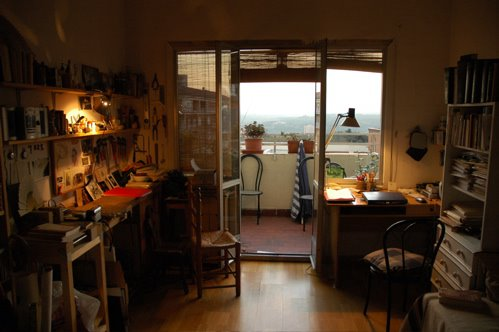
Estudio de Tomás Segovia, Madrid 2006

"¿Qué es lo que yo consagro? Yo no pertenezco ni a un país ni a otro, ni a ningún grupo, generación, corriente literaria ni nada parecido. Esto no lo he buscado, simplemente creo que así fue mi destino, pues desde que he andado de un sitio a otro, cambiando de países, incluso de regiones dentro de los países"
Tomás Segovia.

## Adaptaciones al cine
- "La primera segunda matriz" (México, 1972). El cineasta mexicano Alfredo Gurrola realizó este cortometraje basado en el poema de Tomás Segovia del mismo nombre (con la voz de Juan José Gurrola). La película usa imágenes del Festival de Avándaro y música avant-garde de los compositores Ligeti, Stockhausen y Luigi Nono entre otros.
- "Platillo Puro" (España, 2015) es un cortometraje que adapta fragmentos de sus poemas "La semana sin ti" y "Anti-Yo", leídos por el propio autor (grabación de la Universidad Autónoma de México).

## Traducciones
De sus trabajos como traductor se destaca su versión de Hamlet, de la que ha cobrado fama su traducción del emblemático «To be or not to be, that is the question», como «... de eso se trata», verso que posteriormente el escritor Juan Villoro usará como título para su recopilación de ensayos.
En 2004, la editorial española Galaxia Gutenberg publicó la traducción que Segovia hizo de la poesía y prosa del escritor francés Gérard de Nerval.
Fuera del ámbito de sus trabajos estrictamente literarios, es ampliamente reconocida su traducción de los "Escritos" de Jacques Lacan, producto de una extensa colaboración con el  notable psicoanalista francés que le permitió tomar difíciles decisiones para su tarea. El poeta mexicano Octavio Paz, mentor de Segovia, reprobaba el interés y esfuerzo puesto en estas traducciones, según pudo conocerse a partir del epistolario entre ambos poetas.

## Obras
Poesía
- La luz provisional, México, Hoja, 1950
- Luz de aquí, México, Fondo de Cultura Económica, 1958
- El sol y su eco, Xalapa, Universidad Veracruzana, 1960
- Anagnórisis, México, Siglo XXI, 1967
- Historias y poemas, México, Era, 1968
- Terceto, México, Joaquín Mortiz, 1970
- Cuaderno del nómada, México, Taller Martín Pescador, 1979
- Figuras y secuencias, Puebla, Premiá, 1979
- Bisutería: juegos poéticos, México, UNAM, 1980
- Noticia natural, México, El Tucán de Virginia, 1992
- Partición, Valencia, Pre-Textos, 1983 (Incluye una edición ampliada del Cuaderno del nómada)
- Cantata a solas, México, Premiá, 1986
- Lapso, Valencia, Pre-Textos, 1986
- Orden del día, Valencia, Pre-Textos, 1988
- Fiel imagen, Valencia, Pre-Textos, 1996
- Lo inmortal y otros poemas, México, Juan Pablos Editor, Ediciones Sin Nombre, 1998
- Misma juventud, Valencia, Pre-Textos, 2000
- Salir con vida, Valencia, Pre-Textos, 2003
- Día tras día, México, Verdehalago, 2004
- Sonetos votivos, México, Ediciones Sin Nombre, 2005
- Lúcido invierno, Valladolid, El gato gris, 2006
- Llegar (poemas 2005-2006), Valencia, Pre-Textos, 2007
- Siempre todavía, Valencia, Pre-Textos, 2008
- Sin nada en otro sitio, Ayuntamiento de Granada, 2009
- Aluvial: (poemas 2007-2008), Valencia, Pre-Textos, 2009
- Estuario, Valencia, Pre-Textos, 2011
- Rastreos y otros poemas, México, Ediciones Sin Nombre, 2011

Narrativa
- Primavera muda, México, Los Presentes, 1954
- Trizadero, México, Fondo de Cultura Económica, 1974
- Personajes mirando una nube, México, Joaquín Mortiz, 1981
- Otro invierno, México, Ediciones Sin Nombre, 1999
- Cartas de un jubilado, México, Ediciones Sin Nombre, 2010
- Los oídos del ángel, México, Ediciones Sin Nombre, 2010

Teatro
- Zamora bajo los astros, México, Imprenta Universitaria, 1959

Ensayos y notas
- Actitudes, Guanajuato, Universidad de Guanajuato, 1970
- Contracorrientes, México, UNAM, 1973
- Poética y profética, México, El Colegio de México, 1985
- Cuaderno inoportuno, México, Fondo de Cultura Económica, 1987
- Actitudes/Contracorrientes: ensayos I, México, UAM, 1988
- Trilla de asuntos: ensayos II, México, UAM, 1990
- Sextante: ensayos III, México, UAM, 1991
- Páginas de ida y vuelta, México, El Equilibrista, 1993
- Alegatorio, México, Ediciones Sin Nombre, 1996
- Cuatro ensayos sobre Gilberto Owen, México, Fondo de Cultura Económica, 2001
- Resistencia, ensayos y notas 1997-2000, México, Ediciones Sin Nombre, Conaculta, 2005
- Recobrar el sentido, Madrid, Trotta, 2005
- Miradas al lenguaje, México, El Colegio de México, 2007
- Sobre exiliados, México, El Colegio de México, 2007
- El tiempo en los brazos: cuaderno de notas (1950-1983), Valencia, Pre-Textos, 2009
- El tiempo en los brazos: cuaderno de notas (1984-2005), Valencia, Pre-Textos, 2009
- Cartas cabales 2008-2010, México, Ediciones Sin Nombre, 2010
- Digo yo: ensayos y notas, Fondo de Cultura Económica, México, 2011
- El tiempo en los brazos: cuaderno de notas (2005-2011), México, Ediciones Sin Nombre, 2015

Antologías, compilaciones, obras completas, selecciones
- Poesía, 1943-1976, México, Fondo de Cultura Económica, 1982
- Casa del nómada, México, Vuelta, 1994; incluye: Partición, Lapso y Orden del día)
- Poesía, 1943-1997, México, Fondo de Cultura Económica, 1998
- En los ojos del día. Antología poética. Prólogo de Carlos Piera. Compilación de Aurelio Major. Barcelona: Galaxia Gutenberg. 2003. ISBN 84-8109-439-0.
- Personario, México, Ediciones Sin Nombre, 2005; incluye: Primavera muda, Trizadero y Personajes mirando una nube
- Cuaderno del nómada: poesía completa vol. 1, 1943-1987, México, Fondo de Cultura Económica, 2014
- Cuaderno del nómada: poesía completa vol. 2, 1988-2011, México, Fondo de Cultura Económica, 2014
- Antología de poesía amorosa, México, UNAM, 2015; selección de José María Espinasa
- Ensayos completos, tomo I, Actitudes y Contracorrientes, México, Ediciones Sin Nombre, 2018
- Ensayos completos, tomo II, Trilla de asuntos, México, Ediciones Sin Nombre, 2019
- Ensayos completos, tomo III, Sextante; Cuaderno inoportuno, Páginas de ida y vuelta, México, Ediciones Sin Nombre, 2021
- Ensayos completos, tomo IV, Poética y profética, México, Ediciones Sin Nombre, 2021

Algunas traducciones
- El pensamiento en la Edad Media, (Paul Vignaux), México, Fondo de Cultura Económica, 1954
- Martín Lutero: un destino, (Lucien Febvre), México, Fondo de Cultura Económica, 1956
- Sentimiento del tiempo, (Giuseppe Ungaretti), México, Imprenta Universitaria, 1958
- El romanticismo: tradición y revolución, (M. H. Abrams), Madrid, Visor, 1969
- Ciudad ganada, (Víctor Serge), México, Joaquín Mortiz, 1970
- Lectura estructuralista de Freud, México, Siglo XXI, 1971
- El método experimental y la filosofía de la física, (Robert Blanché), México, Fondo de Cultura Económica, 1972
- Tratado de historia de las religiones, (Mircea Eliade), México, Era, 1972
- Antología 1913-1966, (André Breton), México, Siglo XXI, 1973
- Nuevos ensayos de lingüística general, (Roman Jakobson), México, Siglo XXI, 1976
- Historia de la sexualidad, (Michel Foucault), México, Siglo XXI, 1983
- Escritos, (Jacques Lacan), México, Siglo XXI, 1984
- El marco del lenguaje, (Roman Jakobson), México, Fondo de Cultura Económica, 1988
- Los modernos, (Jean-Paul Aron), México, Fondo de Cultura Económica, 1988
- Documentos de cultura, documentos de barbarie : la narrativa como acto socialmente simbólico, (Frederic Jameson), Madrid, Visor, 1989
- Entre los historiadores, (Emmanuel Le Roy Ladurie), México, Fondo de Cultura Económica, 1989
- Ensayos reunidos, (Frances A. Yates); México, Fondo de Cultura Económica, 1990
- Rimbaud en Abisinia, (Alain Borer), México, Fondo de Cultura Económica, 1991
- Retóricas de la intransigencia, (Albert O. Hirschman), México, Fondo de Cultura Económica, 1991
- El sueño mexicano o el pensamiento interrumpido, Jean-Marie Gustave Le Clezio), México, Fondo de Cultura Económica, 1992
- Dos cuentos orientales, (Gerard de Nerval), México, Ediciones El Equilibrista, 1993
- Poemas franceses, (Rainer Maria Rilke), Valencia, Pretextos, 1994
- Estancias. La palabra y el fantasma en la cultura occidental), Giorgio Agamben, Valencia, Pretextos, 1995
- Los grandes descubrimientos: de Alejandro a Magallanes, (Jean Favier), México, Fondo de Cultura Económica, 1995
- Jacques Lacan: esbozo de una vida, historia de un sistema de pensamiento, (Élisabeth Roudinesco), Barcelona, Anagrama, 1995
- Tendencias antisubversivas, (Albert O. Hirschman), México, Fondo de Cultura Económica, 1996
- Las élites del poder y la construcción del Estado, (Wolfgang Reinhard, comp.), México, Fondo de Cultura Económica, 1997
- Shakespeare: la invención de lo humano, (Harold Bloom), México, Norma, 2000
- La tarjeta postal: de Sócrates a Freud y más allá, (Jacques Derrida), México, Siglo XXI, 2001
- Memorias de mundos desaparecidos: 1901-1941, (Victor Serge), México, Siglo XXI, 2002
- Hamlet, (William Shakespeare), Buenos Aires, Norma, 2002
- El lenguaje y la muerte: un seminario sobre el lugar de la negatividad, Giorgio Agamben, Valencia, Pretextos, 2003
- Mito y profecía en la historia de México, (David A. Brading), México, Fondo de Cultura Económica, 2004
- Obra literaria: poesía y prosa literaria, (Gérard de Nerval), Madrid, Galaxia Gutenberg, 2004
- Dios, (Víctor Hugo), México, UANL, 2013
- Aurelia; Las quimeras, (Gerard de Nerval), México, Conaculta, 2014
- Atalía y Freda, (Jean Racine), México, El Colegio de México, 2015
- Memorias de un revolucionario, (Víctor Serge), Madrid, Traficantes de sueño, 2019